# Station Olecko
Station Olecko was een spoorwegstation in de Poolse plaats Olecko. In 1999 is het treinverkeer gestaakt.
Voor het station bevond zich van 1911 tot 1945 het station van de stoomtram van de Oletzkoer Kleinbahnen (later: Treuburger Kleinbahnen). Deze onderhield verbindingen naar Schwentainen en Garbassen. Na de Tweede Wereldoorlog werd de streek Pools en zijn deze voormalige Oost-Pruisische smalspoorlijnen niet meer in bedrijf geweest.
In het parkje voor het station, de plaats van het vroegere smalspoorstation, het Kleinbahnhof, staat als herinnering een oude diesellocomotief.

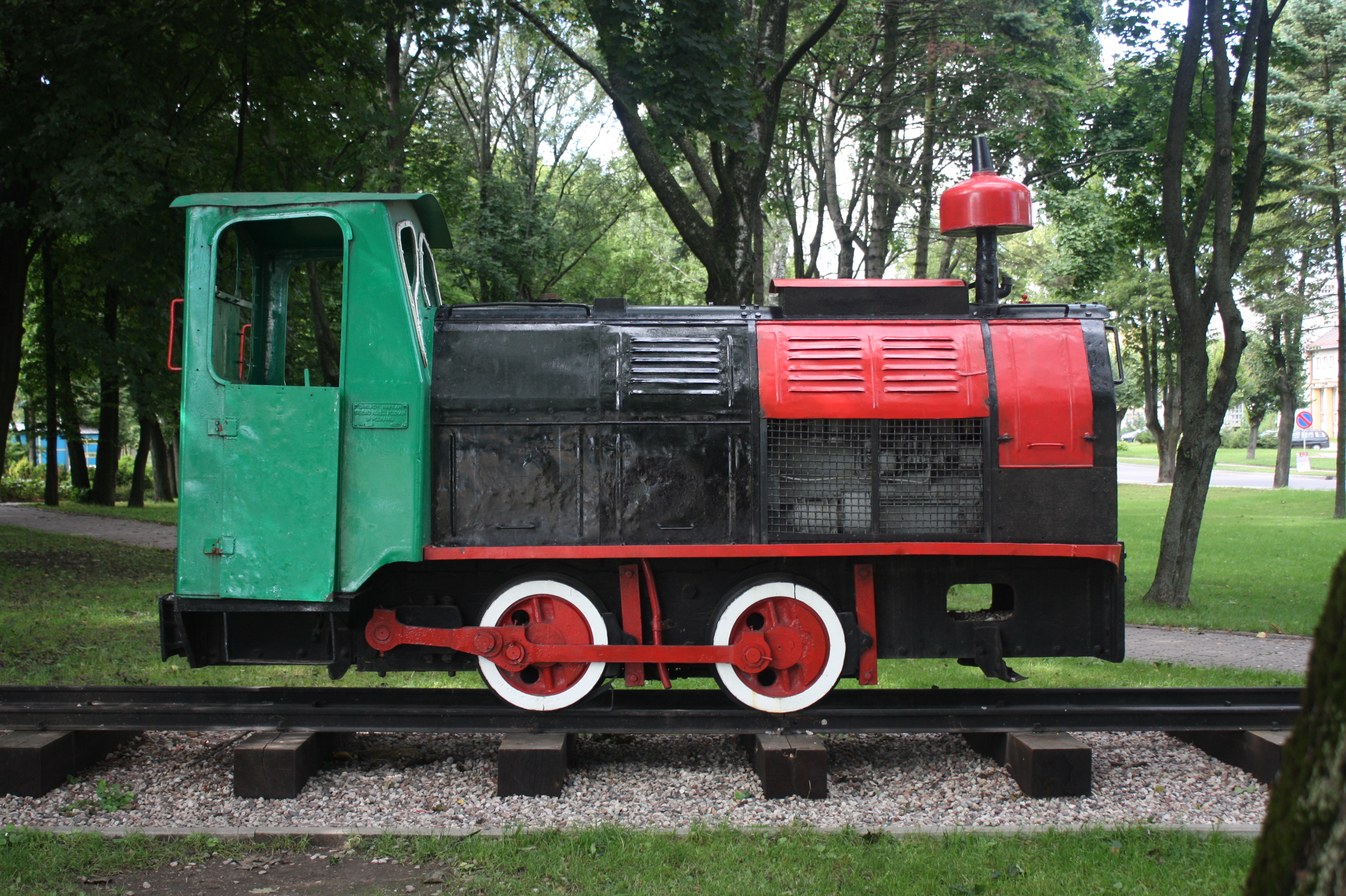
Vroegere halte van het smalspoor voor Station Olecko